# Henrique Arlindo Etges
Henrique Arlindo Etges (født 15. marts 1966) er en tidligere brasiliansk fodboldspiller.